# Gracilinanus microtarsus
Gracilinanus microtarsus är en pungdjursart som först beskrevs av Johann Andreas Wagner 1842. Gracilinanus microtarsus ingår i släktet Gracilinanus och familjen pungråttor.

## Utseende
Genomsnittslängden (med svans) för arten är 230 mm och den genomsnittliga svanslängden är 131 mm. Arten har cirka 15 mm långa bakfötter. Honor är med en vikt av 20 till 30 g lättare än hannar som väger 30 till 45 g. Ovansidan är täckt av lång rödbrun päls och undersidan förekommer ljus gråbrun päls. Den röda skuggan i ovansidans päls är tydligare än hos andra släktmedlemmar. Gracilinanus microtarsus har långa fingrar och tår samt en lång gripsvans för att klättra i växtligheten. Arten tillhör pungdjuren men honor saknar pung (marsupium). Jämförd med Gracilinanus agilis har djuret större öron och smalare mörka ringar kring ögonen. Tandformeln är I 5/4 C 1/1 P 3/3 M 4/4, alltså 50 tänder.

## Utbredning
Pungdjuret förekommer i södra Brasilien och nordöstra Argentina. Arten vistas i städsegröna skogar. Enligt en annan källa hittas Gracilinanus microtarsus även i andra fuktiga landskap som lövfällande skogar och savanner. Den lever i låglandet och i bergstrakternas låga delar.

## Ekologi
Individerna söker sin föda i växtligheten och på marken. De jagar huvudsakligen insekter och där främst skalbaggar. Födan kompletteras med andra ryggradslösa djur som snäckor samt med frukter, bär och blommor. När de äter frukter deltar de i växtens fröspridning. Hos Gracilinanus microtarsus lever varje vuxen individ ensam när honan inte är brunstig. Hannens revir är med cirka 1400 m² större än honas revir som är ungefär 1200 m² stort.
På dagen vilar arten i trädens håligheter som kan ha skapats av en fågel. Den använder även holkar av ihåliga bambustjälkar som en människa lämnade i skogen. Boet fodras med torra blad. Vid temperaturer lägre än 20 C° intar pungdjuret ett stelt tillstånd (torpor). Dvalan varar allmänt inte längre än 8 timmar per dag.
Parningen sker vid slutet av den kyliga torra perioden i augusti och september. Hannar blir särskild trött i samband med parningen och de flesta exemplar dör kort efteråt. Efter dräktigheten föds ungarna mellan oktober och december. En kull har mellan 6 och 14 ungar. De sugar sig fast vid en spene och följer med när moderns letar efter föda. Äldre ungar kan stanna i boet när honan är på utflykt. Efter två till tre månader slutar honan med digivning och efter cirka ett år blir ungarna könsmogna. Honor lever allmänt längre än hannar och kan ha två eller mycket sällan tre kullar under livets gång.
Gracilinanus microtarsus jagas av olika rovlevande däggdjur och fåglar som lever i samma region. Kanske faller mindre exemplar offer för ormar och ödlor.

## Status
Arten påverkas i delar av utbredningsområdet av skogsavverkningar. Den hittas i olika skyddsområden. IUCN kategoriserar arten globalt som livskraftig.

## Underarter
Arten delas in i följande underarter:
- G. m. guahybae
- G. m. microtarsus